# Барсучки
Барсучки — деревня в Кардымовском районе Смоленской области России. Входит в состав Берёзкинского сельского поселения. Население — 28 жителей (2007 год). 
Расположена в центральной части области в 1 км к востоку от Кардымова, в 0,5 км севернее автодороги Р134 «Старая Смоленская дорога» Смоленск — Дорогобуж — Вязьма — Зубцов, на берегу реки Хмость. В 1,5 км западнее деревни расположена железнодорожная станция Кардымово на линии Москва — Минск.

## История
В годы Великой Отечественной войны деревня была оккупирована гитлеровскими войсками в августе 1941 года, освобождена в сентябре 1943 года.